# 台中不敬事件

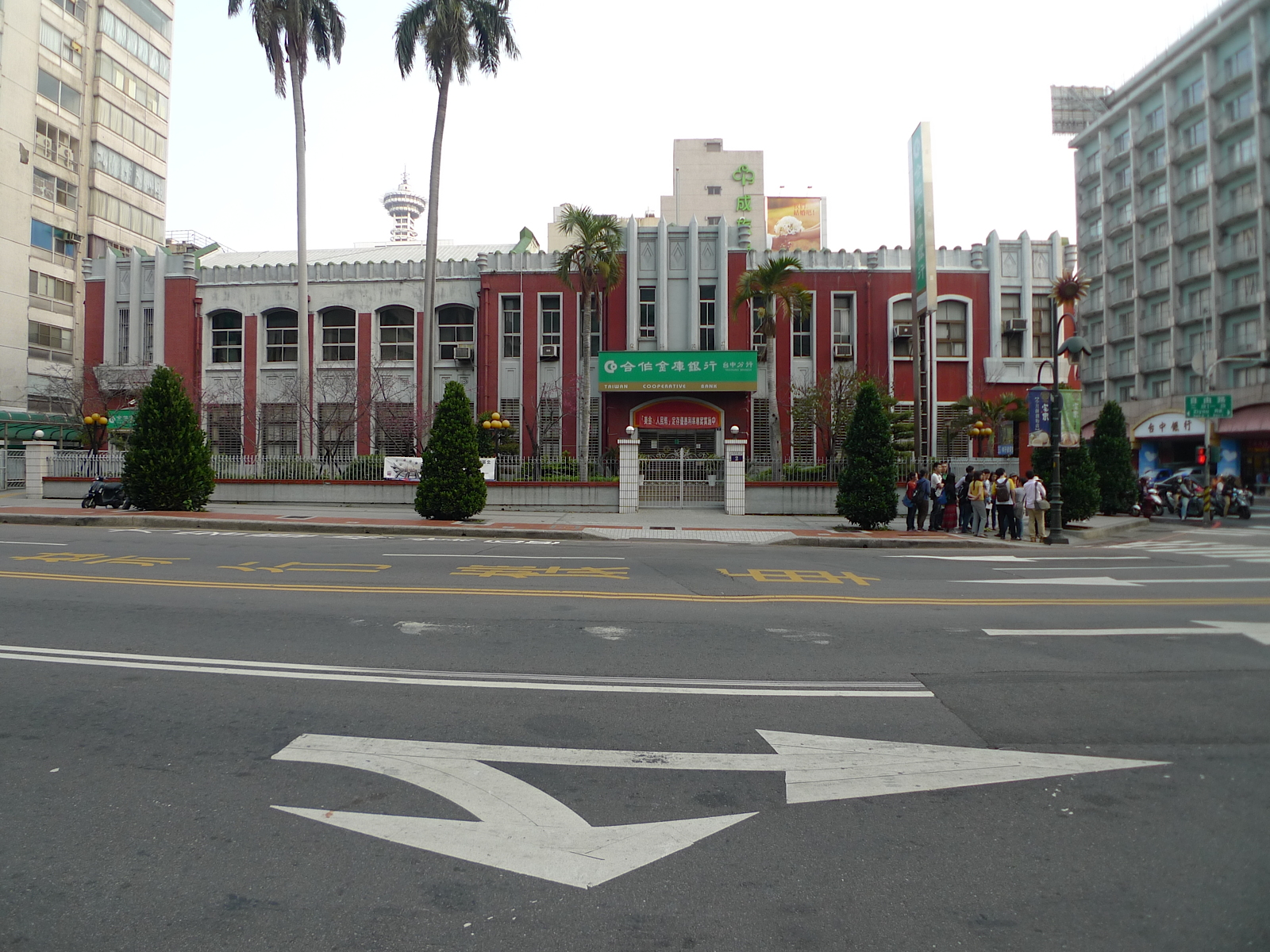
事件の発生地点、台中州立図書館（現在の合作金庫商業銀行台中支店）

台中不敬事件（たいちゅうふけいじけん、繁体字中国語: 台中不敬事、趙明河事件）は、1928年（昭和3年）5月14日に発生した、久邇宮邦彦王（香淳皇后の父）が訪問先の台湾で自殺を計画していた朝鮮人の趙明河（チョ・ミンハ）に襲撃された暗殺未遂事件である。

## 概要
1928年（昭和3年）5月14日、午前9時50分に特命検閲使・久邇宮邦彦王が台北に向って出発する為、台中御泊所である佐藤続台中州知事官邸から台中駅に向かう途中、台中市大正町に於いて右側道路上に邦彦王を見送ろうと並んでいた台湾人公学校の生徒の列から、突然、法被を着た青年が「直訴」と連呼しながら懐から白布で包まれたものを取り出しながら飛び出し、邦彦王が乗車した御召自動車の後方に廻り、短刀を邦彦王に振りかざした。しかし、邦彦王の左前に陪乗した大沼大佐（久邇宮附武官）が咄嗟に邦彦王を右脇下に抱え、また運転手の右側に乗車していた台湾総督府の諏訪鶴松が外側から邦彦王の座席近くに来て、犯人からの危害を妨げた。
その結果、短刀は車体の後部幌部をかすめ、邦彦王の身体に傷をつける事が出来なかった。犯人は再び短刀を振りかざそうとしたが、御召自動車のスピードにかなわず、直接危害を加える事を断念して、短刀を邦彦王に向かって投げつけるもこれも当らず、左前の運転手の背部に刺さるが、運転手にも被害なく、御召自動車は以前運転を続け、予定通り台北に向けて出発した。
一方、犯人は直ちに邦彦王を見送る為に列に並んでいた台中女子公学校の児童を引率していた同校訓導の内田賢吉および巡査の鄭有弟、蔡福の3名によって現行犯逮捕された。また、犯人は犯行に及ぶ前にモルヒネを服用していた。其の後、犯人は同年7月18日に台湾総督府の高等法院上告部において刑法75条により死刑の宣告を受け、不敬事件は一審制のため即日刑が確定し、同年10月10日に死刑を執行された。この事件で台湾総督の上山満之進、総務長官の後藤文夫、警務局長の本山文平、台中州知事の佐藤続が引責辞任した。

## 犯人の経歴
- 氏名：趙鏞宇の次男・趙明河、1905年（明治38年）4月4日生。

- 本籍：黄海道松禾郡下里面長泉里310、住所同右

- 性格：本人在鮮中は温順で素行も良く、思想上の問題点も無い。ただ、内地渡航後の思想については明らかでない。

- 経歴：1924年（大正13年）、松禾公立普通学校卒業、同年4月から1925年（大正15年）6月まで、松禾邑内医生・趙鏞基（叔父）の書生になる。同年6月から9月迄、黄海道金川郡庁の職員として雇われる。同年9月中、内地に渡航し、大阪市北区上福島町中三丁目620番地にある大阪電池製作所の職工となる。1927年（昭和2年）12月、台湾に渡る旨の通報あり。1928年（昭和3年）1月、台中市栄町ニ番地富貴園茶店内から年賀状を実家に郵送したのを確認されるが、これ以降消息不明。

- 家族：両親、妻、兄弟ほか13名がいるが、思想や其の他の容疑がある者はいない。

- 資産：資産は持っておらず、小作人として生計を立てている。

- 前科：前科はなく、手配中でも無い[8]。

## 犯人の動機
趙明河がなぜ久邇宮邦彦王を暗殺しようとしたのか、その動機は台中地方法院検察官長による取調べ中での自供によって明らかになっている。それによると、朝鮮、内地、台湾での理不尽な扱いに対する世の中への絶望による自暴自棄とそれに伴う自殺願望がこの事件の引き金となり、初めから邦彦王を刺すつもりは無かったが、「ドウセ死ヌナラ宮様ヲヤツケテ自分モ死ナウト突嗟ニ思ツタ」と突発的な偶然の出来事だったとされる。

## 台中不敬事件と上山満之進台湾総督の辞職問題
「台中不敬事件」の引責として、上山満之進は台湾総督を「依願本免官」として辞職した。ただ、この辞職に対する田中義一の処理が問題となった。この問題は、1928年（昭和3年）の6月20日以降、『東京朝日新聞』が初めに取り上げ、『讀賣新聞』や『國民新聞』などでも取り上げられるようになった。この問題を以て立憲民政党や立憲民政党系の貴族院会派、同和会・同成会などが田中を攻撃・批難した。この問題は、先の「水野錬太郎文部省大臣辞任優諚問題」と相まって「第二の優諚問題」として問題視された。問題となったのは、「優諚」つまり、天皇の言葉を田中が政治的あるいは恣意的に利用したという点である。ところで、この上山辞任問題は、現地台湾の新聞(例:『台湾日日新聞』『台湾新聞』『台湾南日本新報』『台南新聞』『台湾経世新報』など)に於いては、取り上げられておらず、むしろ非難しており、上山台湾総督府の実績や手腕を称えているのである。

### 経過
1. 上山の辞表（5月15日）を田中が受け取り、天皇にその旨を奏上する。
2. 天皇は辞任する必要はないという優諚を田中は受けるが、これを上山に伝えず。
3. 上山の帰京後、田中が再度辞表を求める。
4. 6月16日、上山の辞任が決定する[16]。

### 後任
・上山満之進台湾総督（加藤高明内閣の時に憲政会(後の立憲民政党)よりになる。田中義一とは個人的な付き合いがある)
→川村竹治（大正11年に貴族院議員に勅選され、立憲政友会系の交友倶楽部に属する人物)
・後藤文夫台湾府総務長官（貴族院議員の伊沢多喜男、同成会(反政友会系グループの総帥と関係を持つ)
→河原田稼吉（床次竹次郎や犬養毅の下で働き、近衛文麿との関係を築くなど立憲政友会系の人物)
・本山文平台湾総督府警務局長
→大久保留次郎 (昭和2年、田中義一内閣のとき警視庁官房主事に就任し、三・一五事件などで活躍)
・佐藤続台中州知事
→生駒高常(小原直(姉の夫)、田中義一内閣の時に原嘉道司法相の下で司法次官として働く
原嘉道、立憲政友会の衆議院議員、横田千之助と関係を持ち、田中内閣の時司法大臣に就任)
＊本山文平台湾総督府警務局長と佐藤続台中州知事は、文官高等懲戒委員会議決で「文官懲戒令第二条第一号二該当シ同第三条第二号及同第五条二依リ二箇月間年俸月割額十分ノ一ノ減俸二処」されたが、両人は「依願本免官」で以て依願退職する。

## 上山満之進台湾総督の辞任問題の歴史的位置づけ
- 李建志[32]。　　　　　　　　　　　　　　　　　　　　　　　　　　　　　　　　　　　　　　　　　　　　　　　　　　李は、犯人である趙明河の死刑執行と台湾総督である上山満之進の更迭は、台湾を統治の強化の為の「秩序劇」であり、この2つの「秩序劇」は台湾に於ける<権威的捺印>[33]＝天皇権威の維持する装置であった[34]と述べる。

- 王鉄軍[35]。　　　　　　　　　　　　　　　　　　　　　　　　　　　　　　　　　　　　　　　　　　　　　　　　　　　王は「台中不敬事件」と後に起きた「霧社事件」[36]に於いて上山満之進、石塚英蔵両台湾総督は各事件に対する政治責任を負う形で引責辞任したが、そこには台湾総督などの外地長官は「政治家、国家官僚として国家から付与された職務を履行しながら、それと対応すべき政治責任を負わなければならない政治理念」が存在し、つまり、植民地である台湾を民的（言葉・教育など）、政治的（制度・体制など）に内地と同化させなければならなくなったという背景が存在したのであり、上山・石塚両者の辞任は、「党利党略といった党の弊害より、近代民主政治上の政治家・官僚の職務と義務関係に生じた政治責任」であった[37]と述べる。

## 久邇宮邦彦王のその後
『チョ・ミョンハ義士研究会』に於いて、「邦彦王は短刀に塗られていた毒が回ったために翌年に死亡した」と主張し、このテロ事件を「朝鮮独立闘争の出発点」としている。しかし、久邇宮邦彦王は「台中不敬事件」の約半年後、昭和4(1929)年1月23日午後1時半頃、「突然椅子より倒れ一時御失神の状態に陥らせられ」、翌日24日に下血、その後、容体は悪化し続け、同月27日午前1時頃「嘔吐せられた後御容態変容し、腹膜炎併発」し、同日午後0時29分に「御安らけく英霊は永へに神去り給ふと」、病死する。

## 主な参考文献・史料
- 李建志「研究ノート 台中不敬事件」『言語教育研究センター研究年報』23巻、2020年、107-113頁

- 王鉄軍「近代日本における台湾総督制度の研究」『中京法学』43巻1号、2008年、1-191頁

- 上山満之進著/上山君記念事業会編『上山満之進』上巻、成武堂、1941年

- 『邦彦王行実』久邇宮、1929年（昭和14年）

- 「台中事件に関する軍部の立場の件」JACAR（アジア歴史資料センター）Ref.C01003835500、密大日記 第4冊 1928年（昭和3年）防衛省防衛研究所